# Mikiszki
Mikiszki – dawny zaścianek na Litwie, w okręgu uciańskim, w rejonie ignalińskim, w gminie Ignalino.

## Historia
W czasach zaborów zaścianek rządowy w gminie Zabłociszki, w powiecie święciańskim, w guberni wileńskiej Imperium Rosyjskiego. W 1866 roku miał 4 mieszkańców w 1 domu. W 1905 roku wymieniono dwa zaścianki. Zaścianek Pietkiewicza liczył 10 mieszkańców, 75 dziesięcin; drugi zaścianek liczył 11 mieszkańców, 1 dziesiecinę.
W dwudziestoleciu międzywojennym zaścianek leżał w Polsce, w województwie wileńskim, w powiecie święciańskim, w gminie Kołtyniany.
W 1931 w 1 domu zamieszkiwało 6 osób.
Miejscowość należała do parafii rzymskokatolickiej w Święcianach. Podlegała pod Sąd Grodzki w Święcianach i Okręgowy w Wilnie; właściwy urząd pocztowy mieścił się w Cejkiniach.